# Gadaref (stato)
Gadaref (in arabo القضارف‎?, al-Qaḍārif, Al-Qadaref, Gadarif o Qadarif) è uno dei quindici Stati del Sudan. 
Ha una superficie di 75.263 km quadrati e una popolazione di circa 1.400.000 (2000). Gadaref è la sua capitale; altre città sono Doka e Gallabat.